# کوره آجرپزی اتحاد نو
کوره آجرپزی اتحاد نو یک منطقهٔ مسکونی در ایران است که در دهستان نرجه واقع شده‌است. کوره آجرپزی اتحاد نو ۱۷ نفر جمعیت دارد.